# Conflito em Araucania
O Conflito na Araucanía é um conflito armado, social e político que compreende uma série de episódios de violência ocorridos na região histórica da Araucanía, no sul do Chile, especialmente na atual região da Araucanía e na Província de Arauco, a partir de 1997 até o presente, com diversos graus de intensidade.
Os incidentes violentos vão desde protestos e ocupações de predios e municipalidades até atentados incendiarios, com carácter supostamente terrorista, de destruição de igrejas, propriedades privadas, maquinarias e confrontos que têm resultado em assassinatos. Estes são perpetrados por grupos organizados em nome de causas indigenistas relacionadas com o povo mapuche. No entanto, e de forma mais recente, também se viram envolvidas grupos narcotraficantes que operam na região. Ao mesmo tempo, tem ocorrido um crescimento da reação violenta dos grupos opositores, especialmente nos incidentes ocorridos desde mediados de 2020.
Os grupos aliados à causa indigenista exigem, principalmente e entre outras medidas, a devolução das terras que foram usurpadas pelo Estado ou empresas privadas depois da Ocupação da Araucanía no fim do século XIX, a autonomia do povo mapuche ou a criação de um ministério indígena; enquanto outros grupos mais radicalizados buscam a total erradicação do Estado chileno e a Igreja Católica do território mapuche, dado que veem a dita presençacomo um sinal de colonialismo na região. Entre os grupos opositores encontram-se organizações de agricultores, empresários e habitantes da região.
O primeiro atentado, que marca o início do conflito, ocorreu em dezembro de 1997 com a queima de três caminhoes. Desde então, a violência cresceu progressivamente e expandiu-se às regiões vizinhas do Biobío e Os Lagos.
O cresciemento da violência tem resultado no aumento da presença de Carabineros na região (que incluía até 2018 o denominado Comando Selva, treinado em Colômbia para combater o terrorismo), que tem sido duramente criticada pela oposição ao segundo governo de Sebastián Piñera.

## Desenvolvimento

### Início dos atentados

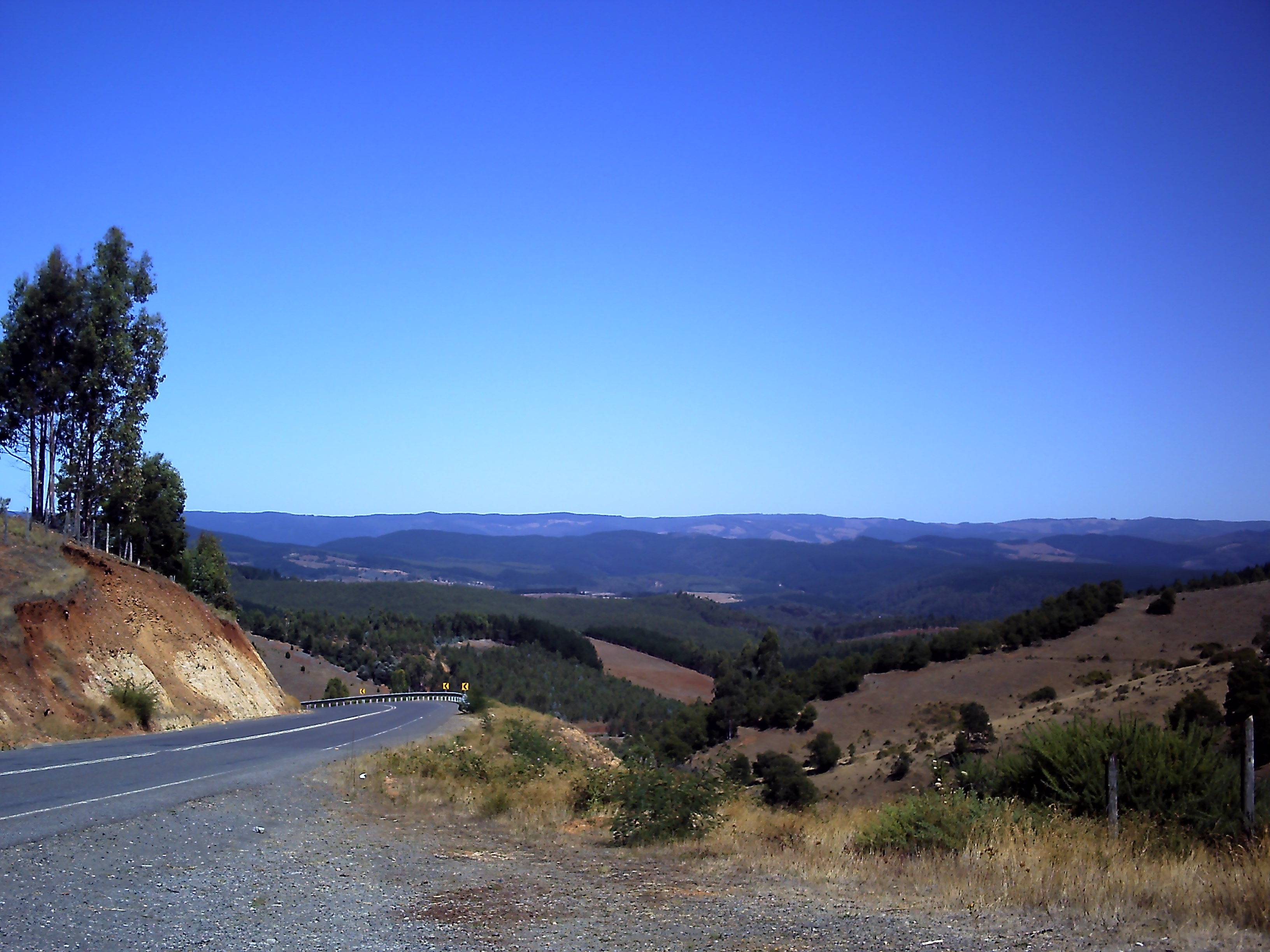
Panorama de Lumaco, onde iniciou o conflito.

Em 1 de dezembro de 1997, em Lumaco, três caminhões foram queimados por um grupo de mapuches desconhecidos, motivados depois de terem escutado as transmissões de rádio internas dos Carabineros do Chile nas quais, supostamente, se lhes referia pejorativamente. Este ato espontáneo marca o início do conflito em plena transição à democracia.
Ainda que a violência tinha começado na zona um tempo antes, não se esperava que escalasse de tal maneira. O atentado foi recebido com repudio e o governo de Eduardo Frei Ruiz-Tagle aplicou a Lei de Segurança do Estado.
É desde 2012, quando os atentados começam a ser graves. Os conflitos mais intensos iniciaram-se na manhã do 10 de janeiro daquele ano, momento em que cinco encapuzados queimaram duas casas, duas galpões e entraram em um confronto armado com a polícia. Isto acendeu os alertas no governo, devido à «reagrupação de grupos violentos que não se faziam presentes faz muito tempo». Isto fez com que o governo se reunisse e discutisse como solucionar o conflito na  área.
Para perto de uma da manhã do dia 4 de janeiro de 2013, no quinto aniversário da morte de Matías Catrileo, um grupo de assaltantes (entre os quais se encontrava o machi Celestino Córdova) entrou na granja Lumahue, na comuna de Vilcún, e confrontou os donos, Werner Luchsinger e Vivianne Mackay (de 75 e 69 anos respectivamente). Os assaltantes incendiaram a casa e o casal morreu queimado. Posteriormente, o julgamento de Celestino Córdova e seu envolvimento no atentado tornaram-se tema de discussão nacional, o machi foi condenado a 18 anos de prisão, sem garantias (carece de fontes), pelo assassinato do casal.

### Manifestações de caminhoneiros em 2015
Em razao dos constantes ataques incendiarios registados na zona, em 2015 um grupo de transportadores manifestou-se em frente ao Palácio da Moeda, onde se gerou um conflito com os detratores da manifestação.

### Atentados incendiários contra igrejas e escalada dos ataques
Entre março e abril de 2016, ocorreu uma série de atentados incendiários à igrejas católicas e evangélicas, tanto na Região da Araucanía como também na Província de Arauco.
O 4 de janeiro do 2017, a Coordenação Arauco-Malleco (CAM) reivindicou o incêndio de quatro caminhões na vizinhança de Lumaco, na Região de Bío Bío, além de mostrar solidariedade aos membros da Resistência Ancestral Mapuche. Meses depois, em 12 de março, registo-se um ataque incendiário na empresa Trans–Cavalieri, que destruiu completamente 19 caminhões, 9 rampas e um galpão na rota que une Temuco com Lautaro. O grupo justificou o atentado «no justo processo de luta pelo território e a autonomia de nosso Povo Nação», recebendo grande atenção mediatica por ser um dos atentados mais danosos. Não foi até 17 de julho, quando militantes da CAM reivindicaram os ataques que afetaram a Sigmund Wila e Viviana Parra, donos de terrenos na área, que deixou seis cavalos mortos, queima de máquinarias e danos estruturais, lamentando a morte dos cavalos. O segundo ataque foi ao rancho Cahual em Quilaco, que deixou um trator incendiado e outro com danos importantes.

### Operação Furacão
A Operação Furacão foi uma campanha que teve aconteceu em 23 de setembro do 2017, mediante operações simultâneas em duas regiões, coordenadas por Carabineros e pela Promotoria da Araucanía, no qual se deteve a oito pessoas pertencentes a diferentes grupos sociais ou armados por seu suposto papel numa série de atentados.
No mesmo dia e hora em que o pessoal de inteligência dos Carabineros fazia a pericia nos celulares dos dirigentes mapuche detidos em 23 de setembro, o capitão Leonardo Osses enviou por correio eletronico a Álex Smith, criador do software Antorcha, um arquivo de texto com supostas conversas entre Héctor Llaitul e outros implicados na causa. Esses mesmos diálogos que depois apareceram em arquivos .txt nos celulares de Llaitul. Três avaliações de especialistas afirmam que os arquivos não eram de aplicativos de mensagem instantânea, e que teriam sido postos nos telefones depois da apreensão pela polícia.